# Клан Первс
Клан Первс (шотл. — Clan Purves) — один з кланів рівнинної частини Шотландії — Лоулендсу. Клан не має визнаного герольдами Шотландії вождя, тому називається в Шотландії «кланом зброєносців».
Гасло клану: Clarior Ex Tenebris — Найяскравіші у темряві, найяскравіші у небутті (лат.)

## Історія клану Первс
Назва клану Первс походить від слова «parveys» — місце на церковній паперті або подвір'я Святого Павла, де адвокати зустрічаються для консультацій.
Клан Первс здавна жив на землі Бервікшир, саме цей клан заснував селище Первсбург і був васалом графа Марч.
У 1214—1249 роках були пожертвувані кошти і землі монахам Мелоуз сером Арчібальдом Дугласом та Вільямом Первс з Моспеннок.
У 1296 році король Англії Едвард І Довгоногий завоював Шотландію і примусив вождів шотландським кланів присягнути йому на вірність і підписати відповідний документ — «Рагман Роллс». У цьому документі є імена Вільяма Первса з Піблеширу та Вільяма Первса з Бервікширу. Вільяма Первса з Бервікширу знову згадується в історичних документах через кілька років в грамотах Вільяма де Біллінгама щодо власності на землі Флеврс біля Колдінгама в Бервікширі.
Ще в одній грамоті на володіння землями, яку дарував Патрік — граф Марч, згадується Алан Первс з Еркілдона. Цей документ датується 1318 роком.
У 1408 році Вільям Первс був присяжним в Свінтоні. У 1427 році Томас Первс отримав грамоту на володіння землями від Роберта Стюарта — І герцога Олбані.
У 1438 році відбувся судовий процес щодо земель Туллох. На цьому судовому процесі Ендрю Первс був присяжним.
У 1474 році Джок Первс був власником ферм, Роб та Віл Первс були йоменами — вільними селянами та скотарями.
У 1453 році в документах щодо земельної власності фігурує Патрік Первс як свідок. У 1485 році Ендрю Первс був головою селища Кінел.
Далеко не всі згадки про клан Первс в історичних документах стосуються вождів клану Первс, тому історія клану доволі туманною. Проте клан згадується в поезії середньовічних шотландських поетів, зокрема в творах Хайга Бемерсайдського: «Бефа, Бефа, був собі Бефа
Була там зозуля з Певрс.»